# Eurovision Song Contest 1976
Eurovision Song Contest 1976 là cuộc thi Ca khúc truyền hình châu Âu thứ 21.  Cuộc thi diễn ra ở thành phố Den Haag của Hà Lan. 

## Chung kết
| STT | Quốc gia    | Ngôn ngữ          | Nghệ sĩ                          | Bài hát                      | Vị trí | Điểm số |
| --- | ----------- | ----------------- | -------------------------------- | ---------------------------- | ------ | ------- |
| 01  | Anh         | Tiếng Anh         | Brotherhood of Man               | "Save Your Kisses for Me"    | 1      | 164     |
| 02  | Thụy Sĩ     | Tiếng Anh         | Peter, Sue and Marc              | "Djambo, Djambo"             | 4      | 91      |
| 03  | Đức         | Tiếng Pháp        | Les Humphries SingersSéverine    | "Un banc, un arbre, une rue" | 15     | 12      |
| 04  | Israel      | Tiếng Hebrew      | Chocolate, Menta, Mastik         | "אמור שלום"                  | 6      | 77      |
| 05  | Luxembourg  | Tiếng Đức         | Chansons pour ceux qui s'aiment" | "Diese Welt"                 | 14     | 17      |
| 06  | Bỉ          | Tiếng Pháp        | Pierre Rapsat                    | "Judy et Cie"                | 8      | 68      |
| 07  | Ireland     | Tiếng Anh         | Serge Lama                       | "When"                       | 10     | 54      |
| 08  | Hà Lan      | Tiếng Anh         | Sandra Reemer                    | "The Party's Over"           | 13     | 70      |
| 09  | Na Uy       | Tiếng Anh         | Anne-Karine Strøm                | "Mata Hari"                  | 9      | 56      |
| 10  | Hy Lạp      | Tiếng Hy Lạp      | Mariza Koch                      | "Παναγιά μου, Παναγιά μου"   | 13     | 20      |
| 11  | Phần Lan    | Tiếng Anh         | Fredi & Ystävät                  | "Goeiemorgen, morgen"        | 11     | 44      |
| 12  | Tây Ban Nha | Tiếng Tây Ban Nha | Braulio                          | "Sobran las palabras"        | 16     | 11      |
| 13  | Ý           | Tiếng Ý           | Al Bano & Romina Powe            | "We'll Live It All Again"    | 7      | 69      |
| 14  | Áo          | Tiếng Anh         | Waterloo & Robinson              | "Boum-Badaboum"              | 5      | 80      |
| 15  | Bồ Đào Nha  | Tiếng Bồ Đào Nha  | Carlos do Carmo                  | "Uma flor de verde pinho"    | 12     | 24      |
| 16  | Monaco      | Tiếng Pháp        | Mary Christy                     | "Toi, la musique et moi"     | 3      | 93      |
| 17  | Pháp        | Tiếng Pháp        | Catherine Ferry                  | "Un, deux, trois"            | 2      | 147     |
| 18  | Nam Tư      | Tiếng Bosnia      | Ambasadori                       | "Ne mogu skriti svoju bol"   | 17     | 10      |